# Bodotria pulchella
Bodotria pulchella är en kräftdjursart som först beskrevs av Sars 1878.  Bodotria pulchella ingår i släktet Bodotria och familjen Bodotriidae. Arten är reproducerande i Sverige. Inga underarter finns listade i Catalogue of Life.